# Juliusz Dzierżanowski

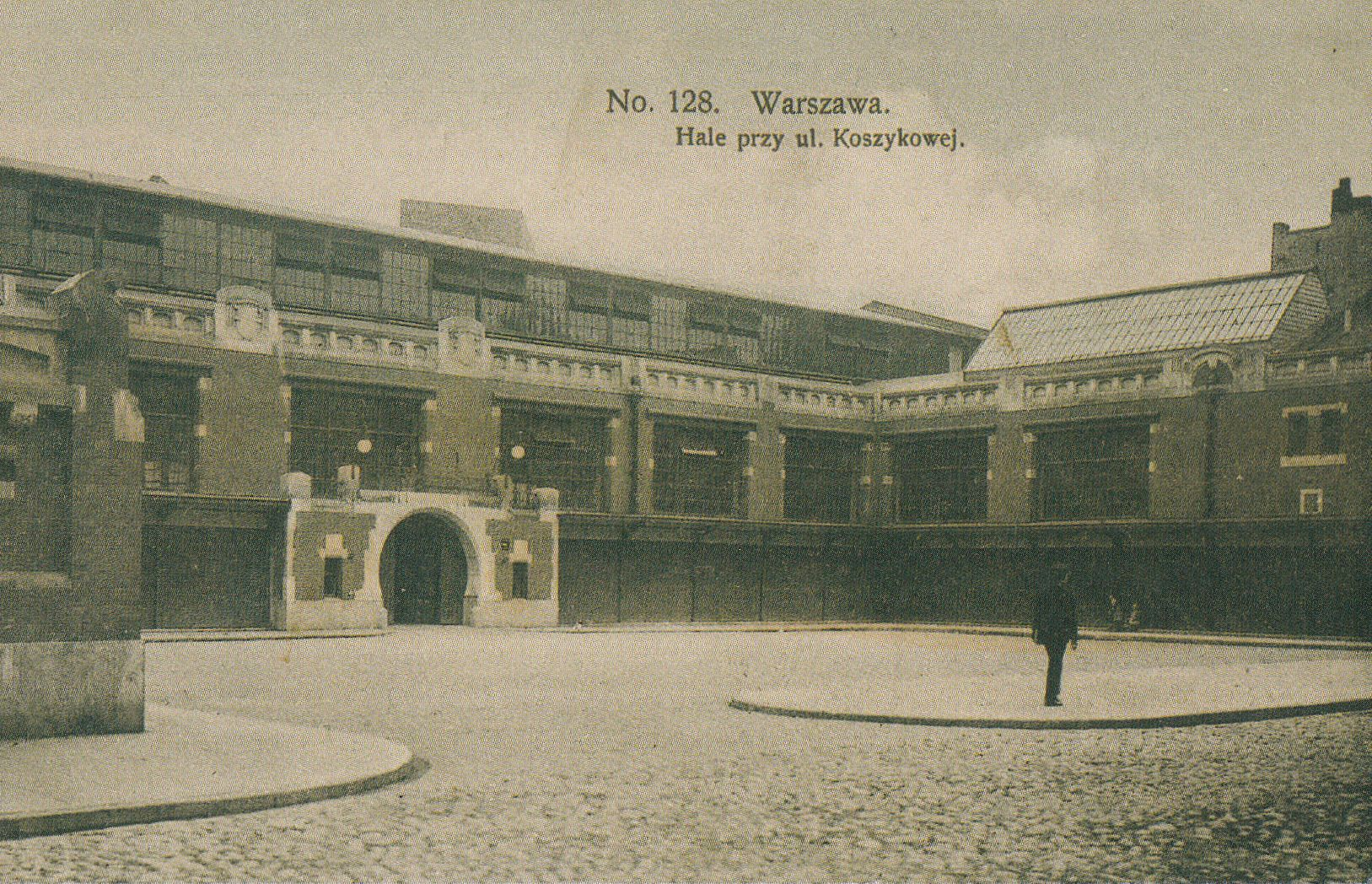
Hala Koszyki w Warszawie

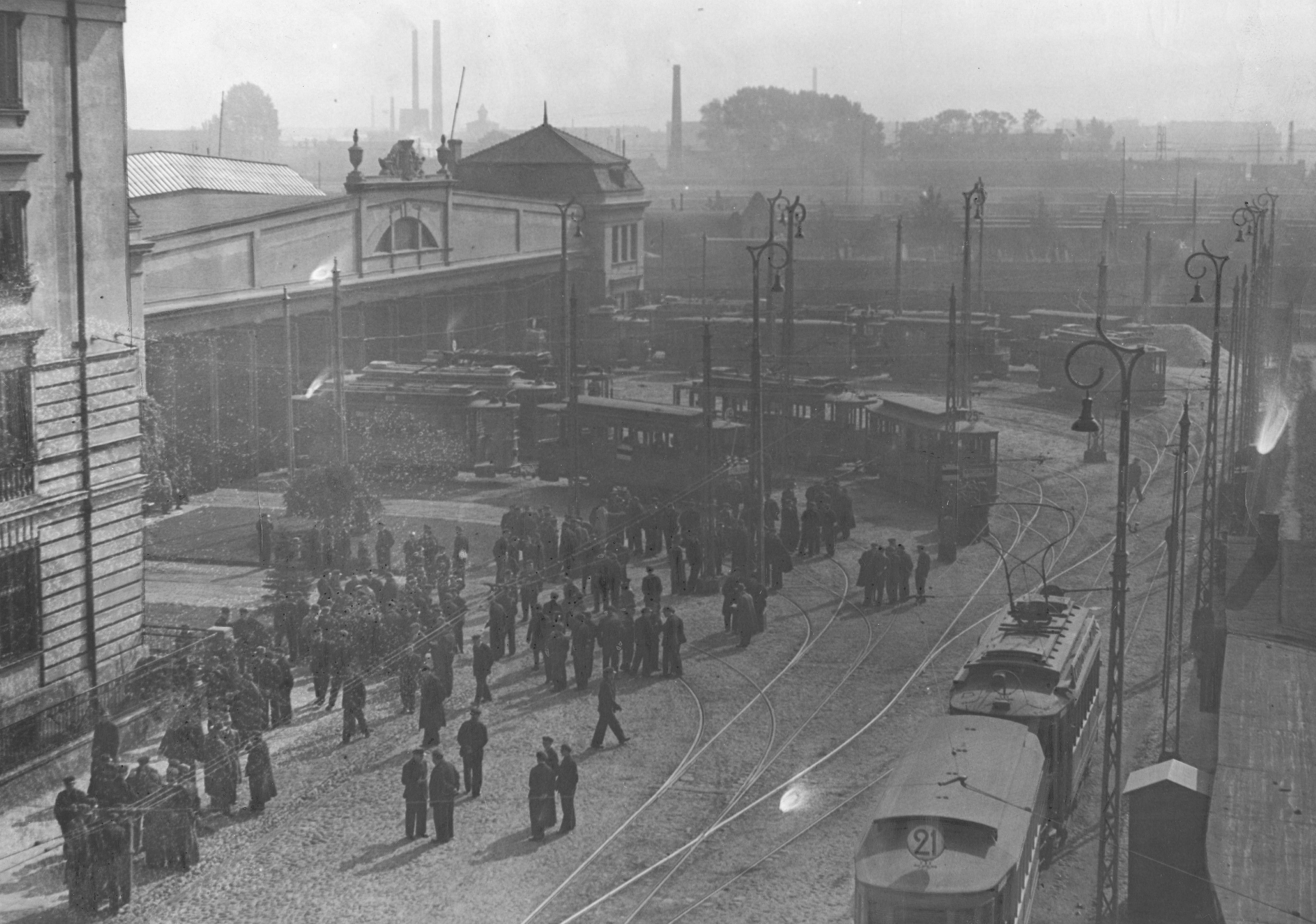
Remiza tramwajowa przy ul. Kawęczyńskiej 16

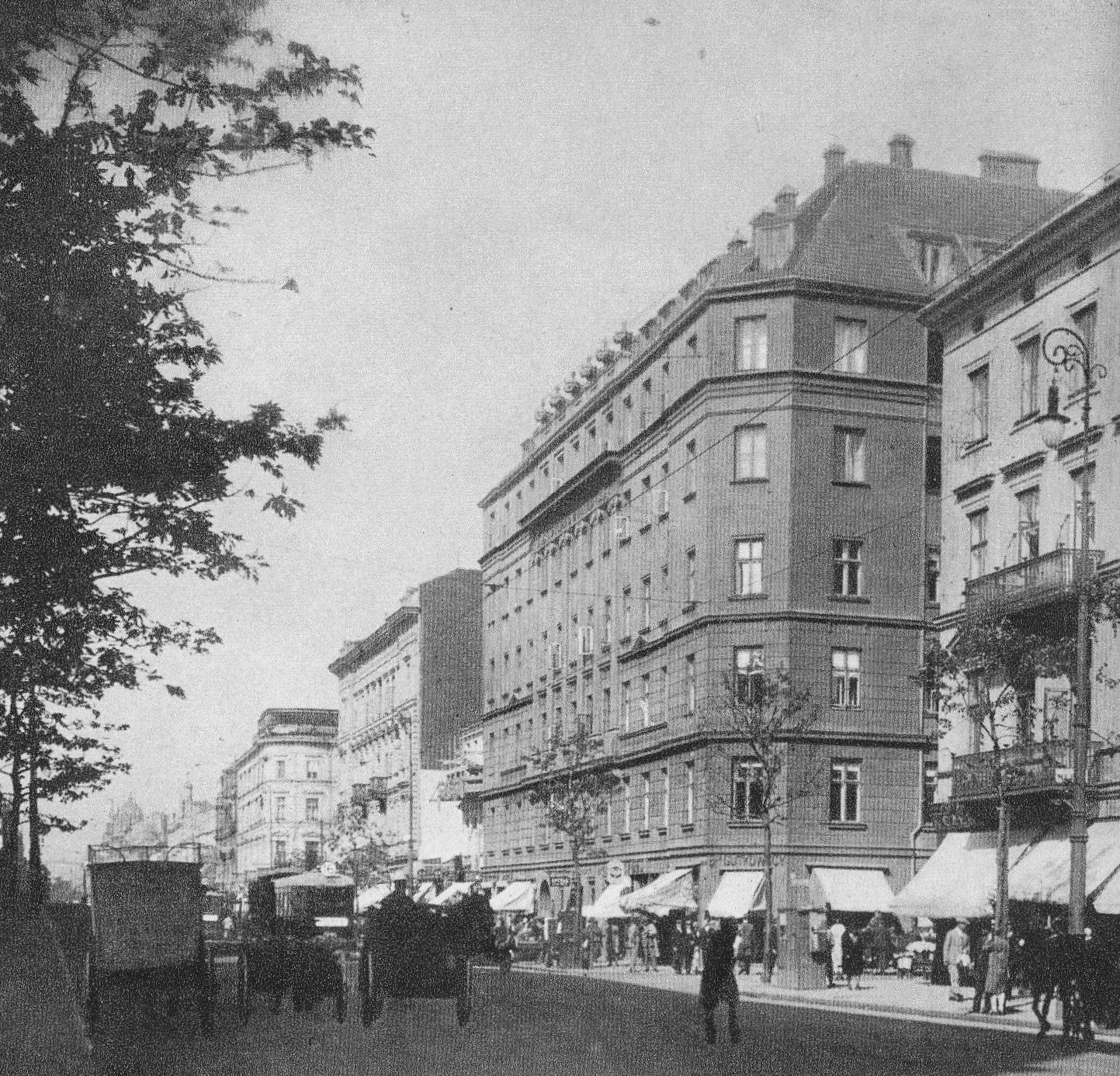
Przebudowana przez Juliusza Dzierżanowskiego dla spółki Siła i Światło kamienica przy ul. Marszałkowskiej 94

Juliusz Dzierżanowski (ur. 12 kwietnia 1873 w Beszkówce, zm. 31 marca 1943 w Krakowie) – polski architekt.

## Życiorys
Studiował w Instytucie Inżynierów Cywilnych w Petersburgu. W latach 1902–1919 pracował w Wydziale Budowlanym Zarządu Miejskiego w Warszawie, a w latach 1921–1931 prowadził własne biuro architektoniczne. W latach 1931–1939 pracował w Ministerstwie Komunikacji, a w 1940–1943 prowadził zajęcia w szkole budowlanej w Krakowie.

## Ważniejsze prace

### Warszawa
- remiza tramwajowa oraz dom dla pracowników z kąpieliskiem przy ul. Kawęczyńskiej 16[2]
- zajezdnia autobusowa oraz budynek administracyjny tzw. Dom pod Syreną przy ul. Inżynierskiej 6[2]
- neorenesansowy pałacyk Z. Okoniewskiego przy ul. Emilii Plater 17 (ok. 1900)[3]
- kamienica Apolinarego i Cecylii Szymborskich przy ul. Mokotowskiej 39 (po 1902)[4]
- kamienica Apolinarego Szymborskiego przy ul. Koszykowej 24 (ok. 1902)[5]
- warsztaty tramwajowe przy ul. Młynarskiej[2]
- remiza tramwajowa „Rakowiec” przy ul. Opaczewskiej 35 (nieistniejąca)[2]
- dom „Pod Messalką” przy ul. Krakowskie Przedmieście 16/18 (1910)[6]
- Hala Koszyki (1906–1909)[7]
- przebudowa kamienicy przy ul. Marszałkowskiej 94 (róg ul. Nowogrodzkiej) dla spółki Siła i Światło[8][9]
- przebudowa kamienicy Adama Pajkowskiego przy ul. Nowy Świat 4 na siedzibę Państwowego Monopolu Tytoniowego[10]
- pawilony dozorców w parku Skaryszewskim[11]
- dom dla towarzystwa Brown Boveri przy ul. Bielańskiej 6 (nieistniejący)[12]

### Pozostałe
- siedziba zarządu i hala fabryczna towarzystwa Brown Boveri w Żychlinie[12]
- przebudowa i rozbudowa dworku i zabudowań gospodarczych w Zarybiu pod Podkową Leśną[12]
- kościół w Bąkowie[12]
- dwór w Wierzchowiskach[12]